# Benjamin Hübner
Benjamin Hübner (* 4. Juli 1989 in Wiesbaden) ist ein ehemaliger deutscher Fußballspieler und heutiger Fußballtrainer. Seit Juli 2025 ist er als Co-Trainer der deutschen Fußballnationalmannschaft tätig.

## Spielerkarriere

### Karriereverlauf

#### SV Wehen Wiesbaden

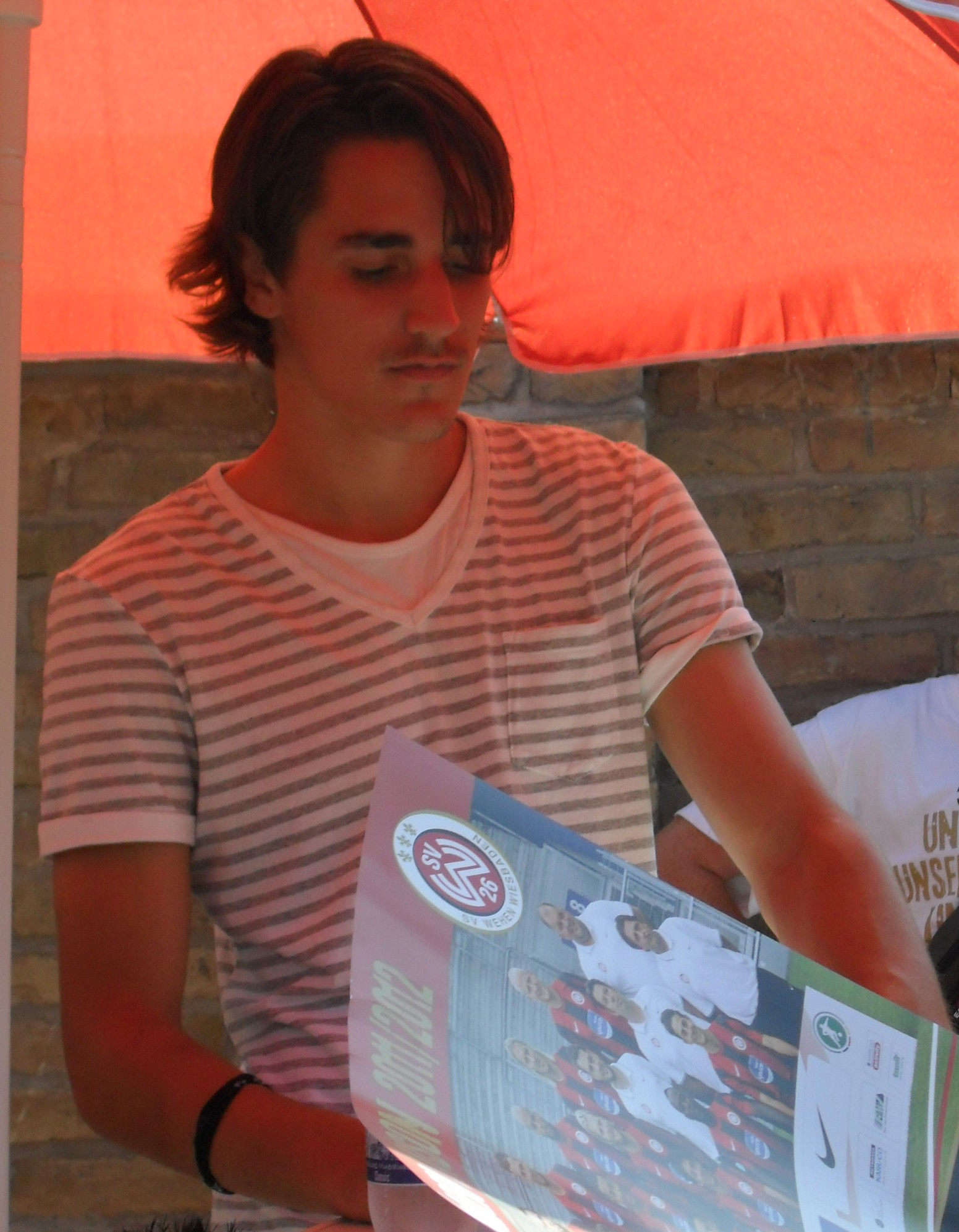
Benjamin Hübner bei einer Autogrammstunde von Wehen Wiesbaden im Jahr 2011.

Bereits mit vier Jahren trat Benjamin Hübner dem SV Wehen bei, bei dem sein Vater tätig war und auch sein älterer Bruder Christopher bereits spielte. Nach der Jugendzeit rückte er mit 18 Jahren in die zweite Mannschaft des Vereins in der Oberliga Hessen auf, wo er in der zweiten Hälfte der Saison 2007/08 mehrmals zum Einsatz kam. In seiner fünften Partie wurde er mit Rot vom Platz gestellt und musste mehrere Wochen pausieren. Nach seiner Rückkehr spielte er nicht nur samstags wieder über die volle Distanz in der zweiten, sondern saß tags darauf auch bei der ersten Mannschaft in der 2. Bundesliga auf der Bank. Sein Profidebüt gab er daraufhin am 34. Spieltag der Saison 2007/08, als er im Spiel gegen den SC Freiburg in der Nachspielzeit eingewechselt wurde. Im Jahr darauf war er schon Stammspieler in der zweiten Mannschaft, die sich für die neue Regionalliga Süd qualifiziert hatte, und stand auch wieder im Aufgebot der ersten Mannschaft. So kam er in der Saison 2008/09, an deren Ende die Wehener in die 3. Liga abstiegen, auf 17 Einsätze in der ersten Mannschaft, davon zehn über die volle Spielzeit. Sein Durchbruch zum Stammspieler in der ersten Mannschaft erfolgte nach dem Abstieg in der neuen Drittligasaison 2009/10, diesen Status verteidigte er auch in den folgenden Spielzeiten. Nach der Saison 2011/12 wurde er vom Sportmagazin kicker mit einem Notenschnitt von 2,88 in die „kicker-Topelf der 3. Liga“ aufgenommen.

#### VfR Aalen
Nach insgesamt fast 19 Jahren im Verein verlängerte Hübner seinen auslaufenden Vertrag mit den Wehenern im Sommer 2012 nicht. Er wechselte zur Saison 2012/13 zum VfR Aalen, der in die 2. Bundesliga aufgestiegen war.

#### FC Ingolstadt 04
Zur Saison 2014/15 wechselte Hübner innerhalb der Zweiten Liga zum FC Ingolstadt 04. Nach dem erstmaligen Aufstieg der Mannschaft in die Bundesliga debütierte er am 15. August 2015 (1. Spieltag) beim 1:0-Erfolg im Auswärtsspiel gegen den 1. FSV Mainz 05 in dieser Spielklasse. Am 20. Februar 2016 (22. Spieltag) erzielte Hübner beim 2:0-Heimerfolg gegen den SV Werder Bremen sein erstes Bundesligator.

#### TSG 1899 Hoffenheim
Zur Spielzeit 2016/17 wechselte Hübner zur TSG 1899 Hoffenheim, bei er einen Vertrag bis 2022 unterzeichnete. Sein erstes Pflichtspiel für Hoffenheim bestritt Hübner im Oktober 2016 ausgerechnet gegen seinen ehemaligen Verein FC Ingolstadt. Hübner entwickelte sich in der 3er Abwehrkette unter dem Trainer Julian Nagelsmann zu einer wichtigen Säule der Mannschaft und wurde zum unumstrittenen Stammspieler. Die erste Saison bei der TSG Hoffenheim endete auf dem vierten Tabellenplatz, der zur Teilnahme an der Qualifikation für die Champions League berechtigte.
Trotz zweier Niederlagen in der Qualifikation zur UEFA Champions League 2017/18 gegen den FC Liverpool und dem frühen Ausscheiden in der Gruppenphase der UEFA Europa League 2017/18 war die Saison 2017/18 für Hoffenheim eine sehr erfolgreiche. Durch einen 3:1-Sieg am letzten Spieltag gegen Borussia Dortmund sicherte sich das Team mit dem dritten Tabellenplatz die direkte Teilnahme an der UEFA Champions League. Hübner kam in der Saison auf 4 Tore in 31 Pflichtspielen, dabei war das Qualifikationsspiel gegen den FC Liverpool im August 2017 sein erstes Pflichtspiel in einem internationalen Fußballwettbewerb.
Die Vorbereitung zur neuen Saison 2018/19 begann für Hübner direkt mit einer schwereren Verletzung. Im Trainingslager hatte er einen Ball an den Kopf bekommen und fiel danach durch eine schwere Gehirnerschütterung mehrere Monate aus. Sein erstes Pflichtspiel in dieser Saison bestritt er erst im Dezember 2018 gegen den VfL Wolfsburg. Durch weitere kleinere Verletzungen kam Hübner in der Saison insgesamt auf nur 11 Pflichtspieleinsätze, eines davon in der UEFA Champions League. Die TSG Hoffenheim verspielte am letzten Spieltag durch eine 2:4-Niederlage gegen den 1. FSV Mainz 05 die Teilnahme an der UEFA Europa League und beendete die Saison auf dem neunten Tabellenplatz.
Unter dem neuen Cheftrainer Alfred Schreuder, der den nach Leipzig gewechselten Julian Nagelsmann ersetzte, war Hübner auch in der Saison 2019/20 wieder ein wichtiger Leistungs- und Führungsspieler. Nach internen Streitigkeiten mit dem neuen Trainer, legte der bisherige Kapitän Kevin Vogt sein Amt im Dezember 2019 nieder. Am 21. Dezember 2019 wurde Hübner von Alfred Schreuder zum neuen Mannschaftskapitän der TSG 1899 Hoffenheim ernannt. Hoffenheim beendete die Saison auf dem sechsten Tabellenplatz und qualifizierte sich somit erneut für die UEFA Europa League.
Am 6. Dezember 2022 verkündete Hübner sein vorzeitiges Karriereende, welches er aufgrund von diversen Verletzungen in seiner Laufbahn nicht länger hinauszögern konnte.

### Erfolge
FC Ingolstadt 04
- Zweitligameister und Aufstieg in die Bundesliga: 2014/15

SV Wehen Wiesbaden
- Aufstieg in die Regionalliga Süd: 2007/08 (SV Wehen Wiesbaden II)
- Landespokal-Hessen-Sieger: 2011

### Leistungsdaten
Übersicht über die Leistungsdaten von Hübner, aufgeteilt zwischen den jeweiligen Vereinen, für die er aktiv war.
| Verein                | Zeitraum   | Wettbewerbe                                                                                                 | Spiele | Tore | Torvorlagen | Gelb/Gelb-Rot/Rot |
| --------------------- | ---------- | --- | ------ | ---- | ----------- | ----------------- |
| SV Wehen Wiesbaden II | 2007–2011  | - Regionalliga Süd - Oberliga Hessen                                                                        | 28     | 1    | 0           | 4 / 0 / 2         |
| SV Wehen Wiesbaden    | 2008–2012  | - 2. Bundesliga - 3. Liga - DFB-Pokal - Hessenpokal                                                         | 113    | 3    | 1           | 33 / 1 / 0        |
| VfR Aalen             | 2012–2014  | - 2. Bundesliga - DFB-Pokal                                                                                 | 60     | 4    | 0           | 19 / 0 / 0        |
| FC Ingolstadt 04      | 2014–2016  | - Bundesliga - 2. Bundesliga - DFB-Pokal                                                                    | 63     | 3    | 0           | 14 / 0 / 0        |
| TSG 1899 Hoffenheim   | 2016–2022  | - Bundesliga - DFB-Pokal - UEFA Champions League - UEFA-Champions-League-Qualifikation - UEFA Europa League | 103    | 9    | 11          | 31 / 1 / 1        |
| Insgesamt:            | Insgesamt: | Insgesamt:                                                                                                  | 367    | 20   | 12          | 101 / 2 / 3       |

## Trainerkarriere
Bereits während seiner aktiven Spielerkarriere erwarb Hübner an der UEFA Academy und Universität Lausanne (Schweiz) erfolgreich das Certificate in Football Management (CFA). Nach seinem Karriereende als Fußballprofi absolvierte Hübner bei der TSG 1899 Hoffenheim ein mehrmonatiges Trainee-Programm, in welchem er unterschiedliche Abteilungen in der Geschäftszentrale des Vereins durchlief. Er verstärkte mehrere Monate das U19-Team, welches in der Saison sowohl Meister als auch Pokalsieger wurde. Bereits Ende Februar 2024 wurde er zum Co-Trainer in das Trainerteam der 1. Mannschaft von Cheftrainer Pellegrino Matarazzo befördert und erreichte mit der Mannschaft die Qualifikation für die Europa League.
Zum 1. Juli 2025 wechselte Hübner als Co-Trainer in das Trainerteam der deutschen Nationalmannschaft unter Cheftrainer Julian Nagelsmann und trat dort die Nachfolge seines ehemaligen Hoffenheimer Teamkollegen Sandro Wagner an.

## Familie
Benjamin Hübner ist der Sohn des Fußballfunktionärs und ehemaligen Bundesligaprofis Bruno Hübner. Auch sein älterer Bruder Christopher Hübner und sein jüngerer Bruder Florian Hübner sind Fußballspieler.